# Broadwater County
Broadwater County is een county in de Amerikaanse staat Montana.
De county heeft een landoppervlakte van 3.086 km² en telt 4.385 inwoners (volkstelling 2000). De hoofdplaats is Townsend.